# Рейди в Бєлгородській та Курській областях (2024)
Навесні 2024 року російські проукраїнські формування здійснили рейди на території Бєлгородської та Курської областей Росії. Члени РДК, Легіону «Свобода Росії», Батальйону «Сибір» та ЗС ЧРІ 12 березня 2024 року зайшли на територію областей, на середину квітня рейди припинилися.

## Хронологія

### Березень

#### 12 березня
Вдень ЛСР заявив про повний контроль над селом Тьоткіно, але після декількох годин після своєї заяви її було спростувано, та наголошено що в Тьоткіно бойові дії все ще йдуть. Ексдепутат Держдуми РФ Ілля Пономарьов, якого пов'язують з діяльністю легіону «Свобода Росії» стверджував, що на територію Бєлгородської та Курської областей зайшли об'єднані сили Легіону, РДК та «Сибірського батальйону» у межах спільної операції. За його словами, прикордонний населений пункт Лозова Рудка в Бєлгородській області опинився під контролем бійців[джерело?].

#### 13 березня
Бої в Бєлгородській області продовжились, Бєлгород зазнав удару безпілотниками.
Російські війська ще раз зазнали втрат від бійців РДК, внаслідок атак на Бєлгородську область, у регіоні залишилося без світла понад 45 тисяч місцевих жителів.
Асамблея Національного відродження опублікували мапу бойових дій в Телеграмі.

#### 14 березня
Губернатори Курської та Бєлгородської областей підтвердили нові спроби прориву кордону.
Ввечері РДК оголосив про гуманітарний коридор з 21:00 по 7:00 для евакуації цивільних із ряду населених пунктів.
З Білгородської області вдалось евакуювати більше 7000 цивільних автомобілів, а з Курської близько 600.
«Після закінчення терміну дії гуманітарного коридору буде продовжено знищення військових об'єктів на території Білгородської та Курської областей до звільнення регіону від військ путінського режиму», — зазначають в легіоні «Свобода Росії».
Губернатор Бєлгородської області В'ячеслав Гладков о 14.18 повідомив у Telegram, що «Грайворонський міський округ зазнав повторної атаки з боку ЗСУ» (російська влада продовжує наполегливо не визнавати, що їй протистоять російські добровольці -ред.). За його словами, в місті є поранені.
О 15.30 він написав, що в Бєлгороді та Бєлгородському районі запущено сирену ракетної небезпеки.

#### 15 березня
Було чутно вибухи в самому Бєлгороді, повідомляється про роботу систем ППО та залпового вогню. Бої з військами московського режиму тривають. Представники РДК рекомендували цивільним покинути місто через майбутні обстріли.

#### 16 березня
Російський добровольчий корпус обстріляв позиції ЗС РФ на АПП «Грайворон» з трофейного БТР-82А, який був захоплений російським добровольчим корпусом з минулого рейду на Бєлгородську область в 2023 році.
Визвольні сили Росії повідомили про нанесення масованого удару по воєнним об'єктам і позиціям ЗС РФ РФ в Бєлгороді в 17:00, о тій же годині в Бєлгороді була оголошена ракетна загроза.
Також російські визвольні сили оголосили про відкриття третього гуманітарного коридору, який діяв з 22:00 16 березня по 8:00 17 березня.
Визвольні сили Росії опублікували відеозвернення до президента РФ Путіна:
| | Володимире Путін, весь світ уже кілька днів спостерігає, як російське місто Бєлгород, Бєлгородська та Курська області перетворилися на зону активних бойових дій. В той же час поставлена тобою адміністрація, незважаючи на наші неодноразові заклики, перешкоджає евакуації цивільного населення. У зв'язку з цим, виключно через твої амбіції, продовжують страждати й гинути мирні люди. Ми закликаємо тебе припинити цей цирк, подумати про долі ні в чому не винних росіян і дозволити евакуацію цивільних із зони бойових дій. Твої вибори давно вже перетворилися на повний фарс. Припини заганяти простих людей на участь у твоєму спектаклі на виборчі дільниці під бомби й артилерійські снаряди! Навіть примусове волевиявлення не є можливим, поки звучать сигнали повітряної тривоги! Ти давно втратив свою легітимність, а в теперішніх умовах зникла навіть видимість виборчого процесу. Всім очевидно, що Росії потрібні негайні й глибокі зміни. В Росії давно назріла потреба в глибокій трансформації стосунків влади з народом, відвертої розмови про нові та справедливі суспільні правила. Якщо ти готорвий обговорювати майбутнє нашої країни без диктатури й авторитаризму — ми, з нашого боку, готові до такої розмови. Якщо у тебе ще збереглися мужність і відповідальність — виходь з нами на зв'язок зручним тобі способом. |
| — https://t.me/russvolcorps/912 Оригінальний текст (рос.) Владимир Путин, весь мир уже несколько дней наблюдает, как русский город Белгород, Белгородская и Курская область превратились в зону активных боевых действий. В то же время поставленная тобой администрация, несмотря на неоднократные наши призывы, препятствует эвакуации гражданского населения. В связи с этим, исключительно из-за твоих амбиций, продолжают страдать и гибнуть мирные люди. Мы призываем тебя прекратить этот цирк, подумать о судьбах ни в чем не повинных россиян и разрешить эвакуацию гражданских из зоны боевых действий. Твои выборы давно уже превратились в полный фарс. Прекрати загонять простых людей для участия в твоем спектакле на избирательные участки под бомбы и артиллерийские снаряды! Даже принудительное волеизъявление не возможно, когда звучат сигналы воздушной тревоги! Ты давно утратил свою легитимность, а в нынешних обстоятельствах изчезла даже видимость избирательного процесса. Всем очевидно, что России необходимы немедленные и коренные изменения. В России давно назрела необходимость глубокой трансформации отношений власти с народом, откровенного разговора о новых и справедливых общественных правилах. Если ты готов обсуждать будущее нашей страны без диктатуры и авторитаризма — мы со своей стороны готовы к такому разговору. Если у тебя ещё сохранились мужество и ответственность — выходи с нами на связь удобным для тебя способом. | |

#### 17 березня
О 8:00 закінчилась дія третього гуманітарного коридору для евакуації, та російські визвольні сили продовжили свій наступ на Курську та Бєлгородську області.
Підрозділи російських визвольних сил заявили, що разом з добровольцями Чеченської республіки Ічкерія зайшли до населеного пункту Горьковський і захопили місцеву адміністрацію. Того ж дня було повідомлено про визволення села Козинка.

#### 18 березня
Легіон «Свобода Росії», та Сибірський батальйон вперше опублікували дані про втрати Російської Федерації під час їхньої операції в Бєлгородській та Курській Областях.
Так за їх даними втрати Збройних Сил Російської Федерації склали:
Особовий склад: 613 вбито 829 поранено 27 взято в полон;
Техніка: 7 танків (в тому числі три Т-72, один Т-72БЗ), 20 БМП (в тому числі БМП-2, БМП-3), 6 гаубиць Д-30, 4 БТР, 4 міномета, 2 МТ-12 «Рапіра», 2 2С19 «Мста-С», 2 БПЛА ZALA, 1 БМ 21 «Град», 1 СПГ, 1 комплекс «Муром», 1 станція РЕБ, 1 ретранслятор, 2 одиниці броньованої автомобільної техніки, 2 одиниці інженерної техніки (ескаватори), 57 одиниць різної автомобільної техніки (тяжкої і легкої);
О 12:19 легіон «Свобода Росії» опублікував відео зі знищенням складу боєприпасів в населеному пункту Тьоткіно, Курської Області.
О 18:29 російські визвольні сили повідомили про початок нанесення ракетно-артилерійських ударів по воєнних об'єктах в Бєлгороді, та закликали мешканців Бєлгорода евакуйоватись.

#### 19 березня
Російські визвольні сили знищують пріоритетні цілі на околицях Журавлівки.

#### 20 березня
Губернатор Гладков оголосив про створення коридорів і блокпостів до евакуйованих населених пунктів Козинка, Глотове, Гора-Поділ, Новостріївка-Перша, Новостріївка-Друга, Безімено і Грайворон, заборонивши в'їзд стороннім особам.
Повідомлялося, що бої тривають у Красній Ярузі, Козинці, Грайвороні, Горьковському, Журавлівці та Октябрському, а також інші вторгнення в Курську. ФРЛ також оприлюднила ще кілька перехоплених дзвінків, в яких повідомлялося, що населення Бєлгорода евакуюють до Старого Оскола. Міноборони Росії заявило, що його сили «повністю очистили» Козинку від бойовиків, знищивши 650 з них «ударами з авіації та артилерією». Німецький мілблогер Джуліан Репке оцінив, що російські військові скинули з повітря фугасні бомби FAB-500.

#### 21 березня
ФСБ заявила про затримання чотирьох осіб за «виправдання тероризму». Одного з них, мешканця Бєлгорода, звинуватили у співпраці з РДК для підготовки нападу на російський військовий об'єкт. Тим часом російські мілблогери стверджували, що солдати ВДВ відбили вторгнення під Тьоткіно, а лідер Чечні Рамзан Кадиров стверджував, що його західно-ахматські загони були перекинуті в Білгород і брали участь у боях біля харківської ділянки кордону.

#### 22 березня
Дмитро Пєсков, прес-секретар Путіна, повторив заяву російського уряду про те, що всі антикремлівські сили були відкинуті з Білгородської та Курської областей.

#### 26 березня
ФСБ заявила, що «спільник» РДК загинув внаслідок спрацювання саморобного вибухового пристрою, який він мав при собі під час його затримання за звинуваченням у підготовці нападу на пункт збору гуманітарної допомоги в Самарській області.

#### 27 березня
Легіон «Свобода Росії» заявив, що член підрозділу Дані Таммам Акель («Апостол») загинув під час бою. Це перший раз під час вторгнення, коли опозиційні сили публічно оголосили про втрату.

### Квітень

#### 7 квітня
Російський Добровольчий Корпус оголосив про завершення операції в Бєлгородській і Курській області, та повідомив про 4-х загиблих з їх сторони — Сергій Попов «Терен», «Вольф», «Башмак», та «Толян».
Продовження подій в області: Бої в Курській області (серпень 2024)